# Dragon (gruppo musicale neozelandese)
I Dragon sono un gruppo musicale rock neozelandese.

## Formazione

### Attuale
- Todd Hunter – basso, voce (1972-1995, 2006-presente)
- Mark Williams – voce, chitarra (2006-presente)
- Bruce Reid – chitarra (2006-presente)
- Pete Drummond – batteria, voce, tastiere (2006-presente)

### Ex componenti
In ordine cronologico:
- Ray Goodwin – chitarra, tastiere, voce (1972-1976)
- Graeme Collins – voce, pianoforte (1972)
- Neil Reynolds – batteria (1972)
- Neil Storey – batteria (1972-1975)
- Ivan Thompson – voce, tastiere (1973-1974)
- Marc Hunter – voce (1973-1979, 1982-1997)
- Geoff Chunn – batteria (1974)
- Robert Taylor – chitarra (1974-1984)
- Paul Hewson – tastiere (1975-1985)
- Kerry Jacobson – batteria (1976-1983)
- Richard Lee – voce, chitarra, violino (1979-1980)
- Billy Rogers – armonica, sassofono, pianoforte, voce (1979)
- Alan Mansfield – tastiere (1982-1997)[5]
- Terry Chambers – batteria (1983-1985)
- Tommy Emmanuel – chitarra (1985-1988, 1995)
- Don Miller-Robinson – chitarra (1985)
- Doane Perry – batteria (1985-1988)
- David Hirschfelder – tastiere (1987-1989)
- Peter Grimwood – chitarra (1988)
- Lee Borkman – tastiere (1988-1989)
- John Watson – batteria (1988-1989)
- Andy Sidari – campionatore (1989)
- Randall Waller – chitarra (1989)
- Barton Price – batteria (1989)
- Mike Caen – chitarra (1989-1995, 1996-1997)
- Jeffrey Bartolomei – tastiere (1989-1996)
- Mitch Farmer – batteria (1989)
- Rajan Kamahl – tastiere (1991-1993)
- Peter Northcote – chitarra (1995)
- Ange Tsoitoudis – chitarra (1996-1997)
- Dario Bortolin – basso (1996)
- Bradley Ford – batteria (1996)
- Mick O'Shea – batteria (1996-1997)
- Billy Kervin – basso (1996-1997)

## Discografia

### EP
- 2011 – Chase the Sun
- 2011 – The Great Divide

### Album in studio
- 1974 – Universal Radio
- 1975 – Scented Gardens for the Blind
- 1977 – Sunshine
- 1977 – Running Free
- 1978 – O Zambezi
- 1979 – Power Play
- 1984 – Body and the Beat
- 1986 – Dreams of Ordinary Men
- 1989 – Bondi Road
- 1995 – Incarnations
- 2006 – Sunshine to Rain
- 2009 – Happy I Am
- 2011 – It's all Too Beautiful

### Album dal vivo
- 2009 – Live 2008
- 1985 – Live One

### Raccolte
- 1979 – Dragon's Greatest Hits Vol. 1 (CBS, Portrait)
- 1988 – So Far: Their Classic Collection (J & B)
- 1998 – Snake Eyes on the Paradise Greatest Hits 1976–1989 (Raven)
- 1998 – Tales from the Dark Side Greatest Hits and Choice Collectables 1974–1997 (Raven)
- 2007 – The Essential Dragon (Sony BMG)
- 2008 – Dragon Remembers (Ozmo Records)
- 2011 – The Very Best of Dragon (Sony Music)